# Shorin Ryu

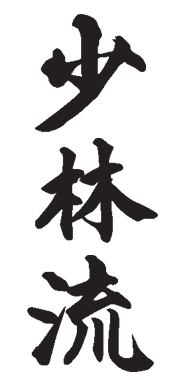
Shōrin-Ryū

El Shōrin Ryū (少林流) es el nombre que puso Chosin Chibana en 1933 a la línea de Karate Shuri-te desarrollada por Sokon Matsumura. Los caracteres 少林 significan "escaso" y "bosque" respectivamente y se pronuncian "shōrin" en japonés. A su vez, también son usados en las palabras chinas y japonesas para Shaolin. "Ryū" significa "escuela".

## Historia e introducción
De la línea de Karate Shuri-te desarrollada por Sokon Matsumura derivan varios estilos:
- Matsumura Seito Shorin Ryu, fundado por el maestro Hohan Sōken, bisnieto de Sokon Matsumura.
- Kobayashi Shorin Ryu, fundado por el maestro Chibana Choshin.
- Shobayashi Shorin Ryu, fundado por el maestro Kyan Chōtoku, de la cual se derivan a su vez los estilos Matsubayashi Shorin Ryu, fundado por el maestro Shōshin Nagamine, e Isshin Ryu, fundado por Tatsuo Shimabukuro).

Desde 1903, las escuelas de la prefectura de Okinawa adoptaron el arte nativo del "to-de/ tuide / Te" como parte del programa de educación física militar. En esta época, Anko Itosu (糸洲安恒, Itosu Ankō) cambió la pronunciación de este término (唐手) a karate. Entre 1904 y 1905, Chomo Hanashiro (kobayashi Shorin Ryu) y otros maestros posteriormente empiezan a emplear por primera vez los kanji 空手 (mano vacía) en lugar de los ideogramas 唐手 (o mano de la dinastía china Tang). En 1933, los registros sobre la isla de Okinawa en la organización estatal japonesa para la preservación y práctica de las artes marciales o, Dai Nihon Butokukai reconoce oficialmente al Kárate (空手) como arte marcial desde 1922.
Se puede decir que el Shorin Ryu (Escuela del Bosque Pequeño), es la fusión de dos corrientes del Te/Ti/ Di/ Tuidi o To-de, (nombre que se le daba al arte nativo de la defensa personal de Okinawa ) o, Shuri Te y el Tomari Te.
En la actualidad existen en la Isla de Okinawa unas 14 ramas que se desprenden del Kobayashi original del Maestro Chibana Choshin, sin embargo son solo cuatro las que al paso del tiempo han obtenido mayor reputación: estas son: el Kyudokan del Maestro Yuchoku Higa, el Shidokan del Maestro Miyahira Katsuya , el Shorinkan del Maestro Nakasato Shugoro y el Shinshukan del Maestro Yoshihide Shinzato.
Más allá de lo expuesto hay otras ramas que aún partiendo del sistema original del Maestro Matsumura y otros de sus alumnos han sumado a su bagaje técnico otras formas de kung fu / Kempo chino, sin embargo han mantenido la denominación de Shorin Ryu.
El Karate que hoy se practica y se conoce en el mundo procede indefectiblemente de los dos formas o sistemas clásicos creados en Okinawa; el Shuri-Te ( o Shorin Ryu) y el Naha-Te/ o Shorei-te (o Goju Ryu). Los estilos representativos del karate de Okinawa son: Shorin ryu, Goju Ryu, Uechi Ryu e Isshin Ryu.

## Características y métodos de entrenamiento
Este sistema hace fundamental hincapié en la velocidad, la movilidad, y la creación de potencia generada por: el movimiento de anteversión / nutación parcial de la pelvis, la contracción temporal de los músculos del torso y la rotación de la cadera. Asimismo se entrenan los desplazamientos naturales, los bloqueos o chequeos en ángulo, la penetración de los golpes y la eliminación de cualquier movimiento que no posea un objetivo específico.
Las técnicas utilizan diferentes partes del cuerpo para golpear, como las manos (canto, palma, dedos, nudillos...), los pies (talón, canto externo, planta, base o punta de los dedos...), los codos, las rodillas o la cabeza. Busca concentrar la potencia del golpe en un instante dado, como haría el corte o estocada de un sable o katana; buscando el Ikken hissatsu o golpe definitivo. Esta característica hace a este sistema diferente de los estilos de kung fu / wu shu chino y de kempo japonés, hawaiano, o americano que utilizan por lo general un golpeo múltiple y continuo. 
Asimismo se realiza el hojo undo o ejercicios suplementarios para fortalecimiento y desensibilización con varios implementos, como el makiwara o postes de golpeo (que a su vez posee varias formas), las geta o zapatos de hierro, además de muchos otros. Igualmente se realiza el "kote kitae" o ejercicios suplementarios en parejas con la misma finalidad. Los cuales asimismo incluyen la fundamentación y perfeccionamiento de la "tanren" kata, o forma de "forja", que en el caso del estilo Shorin ryu, es la kata Nahanchi.  
Todas las variantes y estilos descendientes del Shorin Ryu incluyen varias formas o kata fundamentales, así como otras según la escuela. Las formas base del Shorin Ryu son las pinan o Heian, las naihanchi / Tekki, la forma passai / Bassai, la forma jion, la forma kushanku / Kanku, y la forma seisan / hangetsu. Estas fueron alteradas y renombradas por otros alumnos de Yasutsune Itosu que desarrollaron algunos de los estilos del karate japonés como Gichin Funakoshi, del estilo Shotokan, quien dio un nombre japonés a gran parte de estos katas, además de cambiar el orden metodológico para el aprendizaje de algunos como en el caso de los 2 primeros katas Pinan, y que renombró llamándolos Heian.   
Desde mediados del siglo XX, Varias de las corrientes del karate okinawense actual adoptaron la enseñanza de dos katas "básicas" en común que se practican en cada entrenamiento: Fukyugata dai ichi y Fukyugata dai ni. "Fukyu" significa distintiva, algo que debe difundirse o compartirse. "Gata" es simplemente una pronunciación alternativa de "kata" o forma (la letra "k" cambia a "g" cuando el carácter está precedido por otra palabra o término). Es por ello que Fukyugata puede interpretarse como algo básico, como kata promocional. El primero fue desarrollado por el gran maestro Nagamine Shoshin (1907-1997), Hanshi, 10th dan, fundador del estilo Matsubayashi-Ryu de Shorin-Ryu, y el segundo por el gran maestro Chojun Miyagi (Naha, Okinawa, 25 de abril de 1888 - 8 de octubre de 1953) creador del estilo de Karate Goju Ryu.

## Ejemplo del desarrollo de las clases
Los métodos y objetivos del entrenamiento pueden variar según la orientación del dojo, sea la defensa personal, o el combate deportivo. Una sesión de preparación técnica- táctica básica consta generalmente de: El ritual de saludo al maestro fundador, al instructor y hacia los compañeros. Seguido de 25-30 minutos de calentamiento, haciendo profundo hincapié en la rotación articular, la elevación de la temperatura corporal, y ejercicios intensivos de estiramientos pasivos y activos. La clase consta generalmente de movimientos básicos o kihon, formas o kata, y práctica de combate o kumite; para finalizar con el entrenamiento de la condición física mediante el entrenamiento de ejercicios de autocarga (calistenia y gimnasia militar), y la fuerza resistencia del tronco, piernas, brazos y manos, y varios ejercicios para la flexibilidad. En otras sesiones, se entrena la rapidez, la resistencia de base o la fuerza explosiva de brazos y piernas, o se desarrolla el análisis y aplicación de los gestos incluidos en las formas o "kata", o se da lugar a la desensibilización de las superficies de impacto como los pies, manos, antebrazos, dedos, tibias y otros segmentos corporales, a usar en el combate, mediante trabajos en parejas o con implementos. En varios Dojos hay asimismo sesiones donde se entrena el manejo de armas tradicionales derivadas de las tradiciones China, y de Okinawa relacionadas con el arte marcial del Kobudo.

## Diferencias entre el Shorin Ryu y otros estilos de karate
El karate Shorin Ryu en sus diferentes variantes y escuelas difiere de otros estilos de karate tradicionales al incluir:
- 1. Un mayor énfasis en movimientos naturales del cuerpo, a través  del entrenamiento de las diferentes técnicas y tácticas de defensa personal, basadas en: el combate a media y corta distancia, el uso de: golpes a puntos vitales, golpes de mano abierta, las patadas a poca altura con los dedos y lados del pie, los pisotones, las luxaciones articulares, los lanzamientos y los desarmes. Además de promover de forma sistemática: el entrenamiento de la desensibilización corporal y endurecimiento (Hojo Undo) por parejas y con diversos utensilios únicos; una mayor comprensión de los diferentes gestos de ataque y defensa presentes en las formas o "kata", incluyendo golpes de puño y mano abierta variados, luxaciones, lanzamientos, estrangulaciones, uso de puntos de presión; y práctica de rompimientos.
- 2. Es el estilo base sobre el cual se desarrollaron los estilos más populares del karate-Do en las islas grandes del Japón. Siendo la base de la cual se desarrollaron estilos como el shito ryu tanto las líneas Kan como Kai, y el Shoto ryu, tanto en sus líneas shotokan y shotokai, además del Wado ryu por mencionar los más populares.
- 3. El entrenamiento paralelo en el arte de las armas tradicionales o kobudo, que comprende las armas tradicionales de Okinawa y China, como: el bastón largo o bo, la daga tridente o sai, las hoces o kama, las bridas para los caballos o bastones dobles conocidos como nunchakus, las palancas del molino para arroz o tonfa (conocidas por los cuerpos policiales como macanas), los nudillos de acero o tekko, entre muchas otras.

Estas son algunas de las grandes diferencias entre el estilo Shorin Ryu de Karate de Okinawa y otros estilos de Karate-Do, desarrollados en Japón, que generalmente enfatizan poco estos aspectos, estando más enfocados a la práctica del karate como deporte de combate, sea en competiciones tipo semi-contacto al punto con énfasis en la larga distancia reguladas según la normativa de la WKF (World Karate Federation), o bien a contacto pleno a corta distancia buscando la pérdida de la conciencia del oponente o K.O. (Knock Out), como ocurre en el estilo Kyokushinkai de karate. En las dos modalidades de combate deportivo se busca golpear a zonas específicas con superficies de contacto apropiadas dentro de las limitantes técnicas propias del reglamento deportivo del karate como deporte de combate amateur, y posible candidato a convertirse en deporte olímpico, en las gestas del 2020.
La principal diferencia reside en que los estilos que basados en la competencia, premian el ataque, lo atlético y la estética, siendo esto contrario al sentido práctico del arte de defensa okinawense.